# Schwalbenstare (Gattung)
Die Schwalbenstare (Artamus) sind eine Gattung aus der Familie der Schwalbenstarverwandten (Artamidae) in der Ordnung der Sperlingsvögel (Passeriformes).
Das Verbreitungsgebiet erstreckt sich von Australien, Neuguinea, Philippinen bis in den indischen und südchinesischen Raum. In den letztgenannten befinden sich die Brutgebiete einiger Arten. Schwalbenstare haben zwei Besonderheiten. Sie verfügen als einzige Singvögel über Puderdunen und haben die Fähigkeit sich kreiselnd von Aufwinden nach oben tragen zu lassen. Ihre Beute, die überwiegend aus Insekten besteht, erspähen sie von einer Warte aus. Sie haben einen sehr anmutigen und wendigen Flug. Der kleine Körper ist gedrungen und ihre Flügel sind spitz und lang.

## Arten
- Fidschi-Schwalbenstar (Artamus mentalis)
- Bismarck-Schwalbenstar (Artamus insignis)
- Grauschwalbenstar (Artamus fuscus)
- Maskenschwalbenstar (Artamus personatus)
- Riesenschwalbenstar (Artamus maximus)
- Rußschwalbenstar (Artamus cyanopterus)
- Schwarzgesicht-Schwalbenstar (Artamus cinereus)
- Weißbauch-Schwalbenstar (Artamus leucorynchus)
- Weißbrauen-Schwalbenstar (Artamus superciliosus)
- Weissrücken-Schwalbenstar (Artamus monachus)
- Zwergschwalbenstar (Artamus minor)